# Peralejos de las Truchas
Peralejos de las Truchas es un municipio y localidad española de la provincia de Guadalajara, en la comunidad autónoma de Castilla-La Mancha. El término municipal, que cuenta con una población de 162 habitantes (INE 2024), se ubicó históricamente en el sur del Señorío de Molina, en la Sexma de la Sierra. Geográficamente pertenece a la rama castellana o interna del sistema Ibérico, y dentro de esta rama se encuentra en la zona de contacto entre la sierra de Albarracín y la serranía de Cuenca. Forma parte del parque natural del Alto Tajo.

## Geografía física

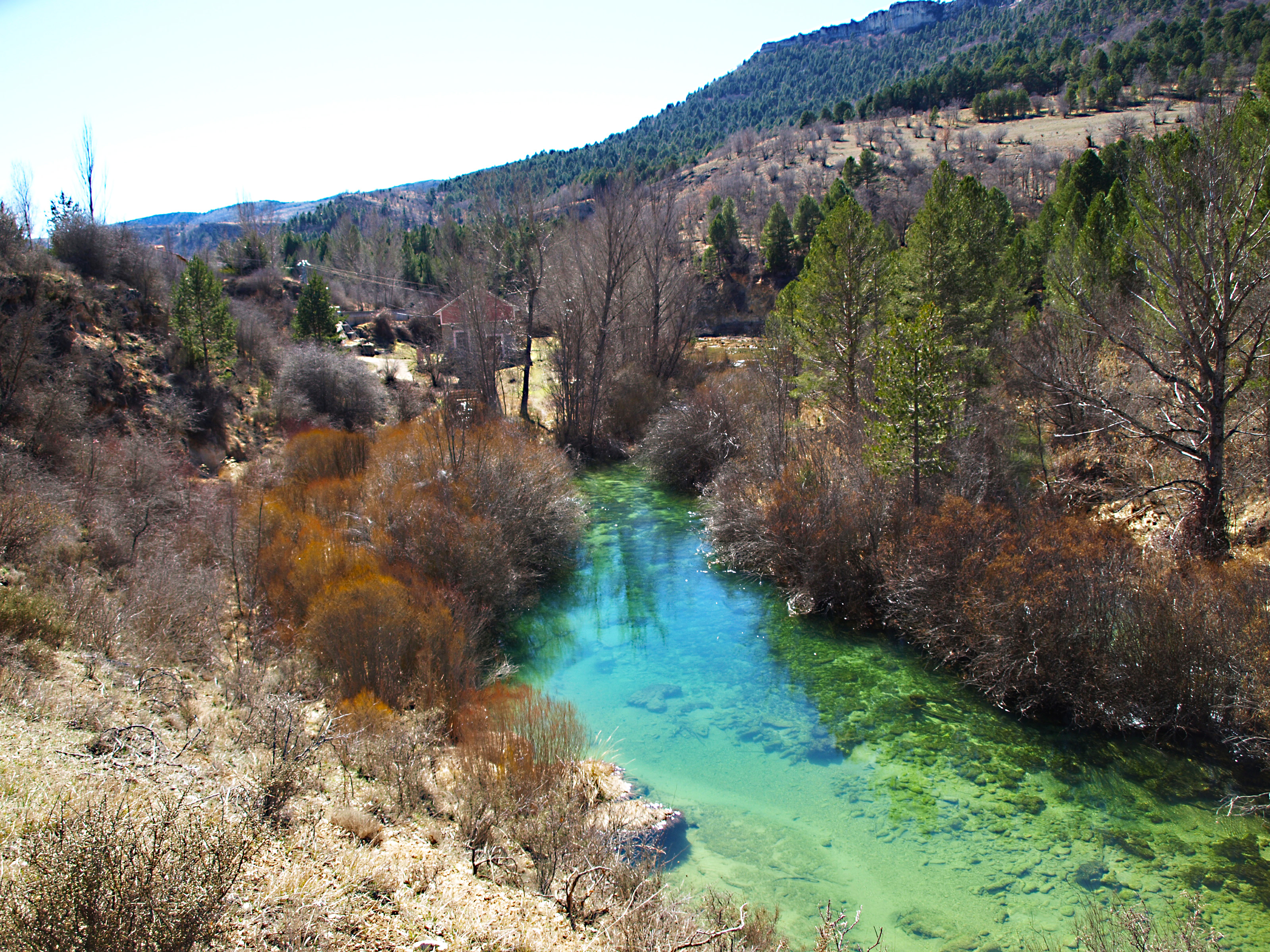
Río Tajo

El terreno de Peralejos de las Truchas es en general montañoso, en especial alrededor de los tres ríos que bañan su término (el río Tajo, el río de la Hoz Seca y el río Cabrillas, donde existen farallones rocosos con escarpes verticales de más de 100 m. El punto más bajo se encuentra a unos 1080 m y el más alto a 1701 m sobre el nivel del mar.
La parte norte está constituida por la Muela Utiel, continuidad de los relieves bastante llanos existentes al noroeste y aislada por el encajamiento de la red hidrográfica. La parte sur tiene un relieve en general con mayor aspecto serrano sin estructuras tan grandes como la Muela Utiel. Desde 1998 forma parte del parque natural del Alto Tajo.

## Clima
El clima de Peralejos de las Truchas es mediterráneo, pero muy matizado por la altitud, con claras influencias continentales.
La precipitación media anual se sitúa en unos 830 mm, recogiéndose de media en verano (junio-julio-agosto) unos 120 mm. Pero tanto la precipitación interanual como la mensual es muy variable.
Las temperaturas suelen ser bajas, salvo en verano, cuando son suaves (por el día se pueden alcanzar los 30 °C a veces, y por la noche bajan a unos 9 °C de media). La temperatura media anual se sitúa en unos 8,6 °C. Ningún mes supera los 19 °C de media. En la clasificación de Allue-Andrade se define como clima mediterráneo subhúmedo de tendencia centroeuropea.

## Fauna y vegetación
Al ser un clima de transición entre los atlánticos y los mediterráneos, además de presentar muchos tipos de exposiciones debido a la montuosidad, la vegetación es muy variada, encontrándose especies típicamente mediterráneas y especies típicamente eurosiberianas. Aproximadamente la mitad de la superficie municipal se encuentra cubierta de bosque, siendo la especie principal el pino albar (Pinus sylvestris), el pino negral (Pinus nigra) y el chaparro (Quercus faginea), pero existen también ejemplares de encina, tilo, fresno de montaña, olmo de montaña y abedul. En el siglo XIX se mencionan «varios montes poblados de pinos, robles, estepas, espinos, zarzas y otros arbustos» existentes en el término.
La fauna es variada, destacando las rapaces, como por ejemplo, águilas y sobre todo muchos buitres. Entre las especies de mamíferos se encuentran ciervos, corzos y zorros. Pueden encontrarse reptiles como la víbora hocicuda y la culebra de escalera.

## Historia

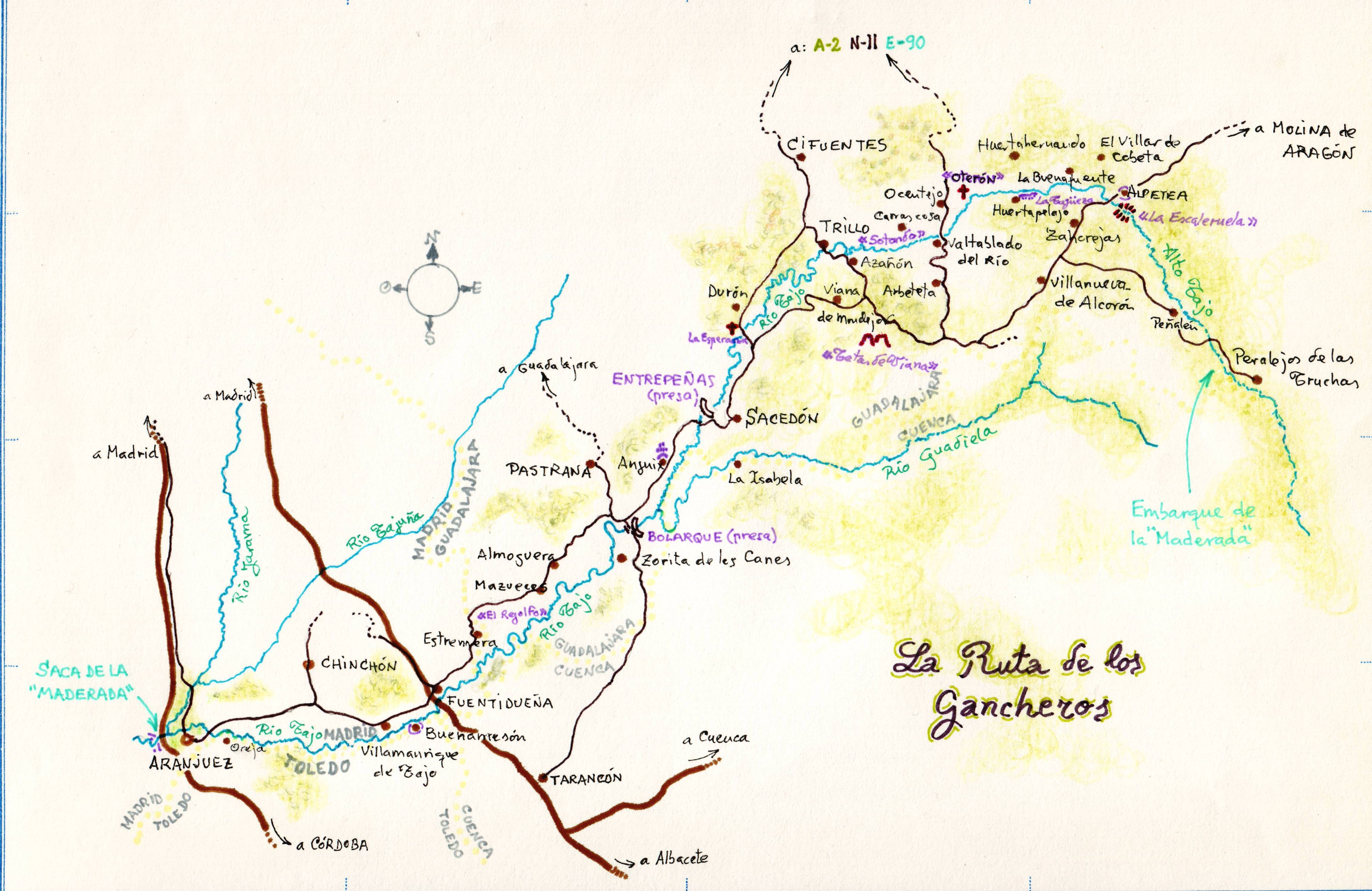
Peralejos de las Truchas en el mapa de la ruta seguida por las maderadas en el río Tajo. Ilustra la novela El río que nos lleva de José Luis Sampedro.

Las primeras menciones escritas sobre Peralejos de las Truchas datan del siglo XIII, sin embargo, en esa mención aparece ya como un lugar de bastante población, por lo que se infiere que existía en la ubicación actual antes de esa fecha. En el mismo término municipal existen restos de asentamientos prerromanos, entre ellos algunos que perduraron hasta la Edad Media.
Desde que se tienen noticias siempre ha estado vinculado al Señorío de Molina, dentro del cual fue evolucionando y aumentando su población hasta llegar a un máximo de unos 800 habitantes en el siglo XX. Luego la despoblación rural mermó su población hasta reducirla a unos 175 habitantes de derecho en el último censo (la población de hecho será de unos 100 habitantes).
Durante la repoblación algunas familias como la hidalga Arauz que venían de las Vascongadas se establecieron en su término municipal para dedicarse  a la forja de hierro y minería, de larga tradición en el País Vasco, centrándose más tarde en actividades ganaderas: pastoreo de vacas y ovejas. La Ermita de Ribagorda es testigo mudo de ello. Allí están enterrados vástagos de la familia Arauz. También la casa grande de los Arauz en la plaza mayor, que es una hermosa representante de la arquitectura popular y que data de principios del siglo XVIII.
A mediados del siglo XIX, el lugar contaba con una población censada de 764 habitantes. La localidad aparece descrita en el decimosegundo volumen del Diccionario geográfico-estadístico-histórico de España y sus posesiones de Ultramar de Pascual Madoz de la siguiente manera:

PERALEJOS: v. con ayunt. en la prov.de Guadalajara (17 leg.), part. jud. de Molina (5), aud. terr. de Madrid (27), c. g. de Castilla la Nueva, dióc. de Sigüenza (16). sit. en un barranco y dominada de elevadas sierras, su clima es escesivamente frio en invierno y caluroso en verano: tiene 170 casas, la consistorial con cárcel, escuela de instruccion primaria, frecuentada por 50 alumnos, dotada con 2,000 rs., otra de niñas sin mas dotacion que la convenida con los padres de las discípulas; varios pozos de buenas aguas, una igl. parr. de primer ascenso (San Mateo Apóstol), servida por un cura y un beneficiado. térm.: confina con los de Taravilla, Megina, Tragacete y Checa; dentro de él se encuentran varias fuentes, la ermita de Ntra. Sra. de Ribagorda, y 2 minas, una de hierro y otra de carbón de piedra, ambas casi abandonadas. El terreno, que participa de quebrado y llano, es de mediana calidad; comprende varios montes poblados de pinos, robles, estepas, espinos, zarzas y otros arbustos; hay 2 deh. de pastos naturales; bañan el térm. una rambla que atraviesa el pueblo, y el r. Tajo, que pasa a dist. de 1/2 hora; sobre el último hay un puente de piedra, próximo á arruinarse. caminos: los locales, de herradura, y en mal estado. correo: se recibe y despacha en la cab. del part. prod.: toda clase de cereales, legumbres, patatas, leñas de combustible y pastos, con los que se mantiene ganado lanar, cabrío y vacuno; abunda la caza de perdices, liebres, conejos y ciervos, y en el Tajo se pescan muchas y buenas truchas. ind.: la agrícola, dos ferrerías, dos molinos harineros y varios de los oficios mas indispensables. comercio: esportacion de hierro y lanas, é importacion de los art. que faltan, hay 2 tiendas de abacería. pobl.: 178 vec, 764 alm. cap. prod.: 3.112,300 rs. imp.: 240,700. contr.: 9,780.
(Madoz, 1849, pp. 800-801)

Hasta la reforma de la nomenclatura municipal de 1916 el municipio se llamaba simplemente Peralejos. En dicha fecha su nombre fue modificado por el de Peralejos de las Truchas.
Natural de Peralejos fue el escritor José Sanz y Díaz que dispone de una amplia obra escrita entre otras: Verdadera Historia del Señorío de Molina. Erudito, estudió el bachiller en Molina de Aragón y periodismo en Madrid.

## Demografía
Peralejos de las Truchas cuenta con una población de 162 habitantes (INE 2024).
| Gráfica de evolución demográfica de Peralejos de las Truchas entre 1842 y 2021                                      |
| |
| Población de derecho según los censos de población del INE Población de hecho según los censos de población del INE |

La población empadronada en Peralejos de las Truchas es de 153 personas (habitantes de derecho datos del INE año 2015), pero los habitantes reales (de hecho), varían entre los 100 los días de semana invernales y los 400 o más a los que aumenta en fines de semana, festivos y en verano.

## Patrimonio

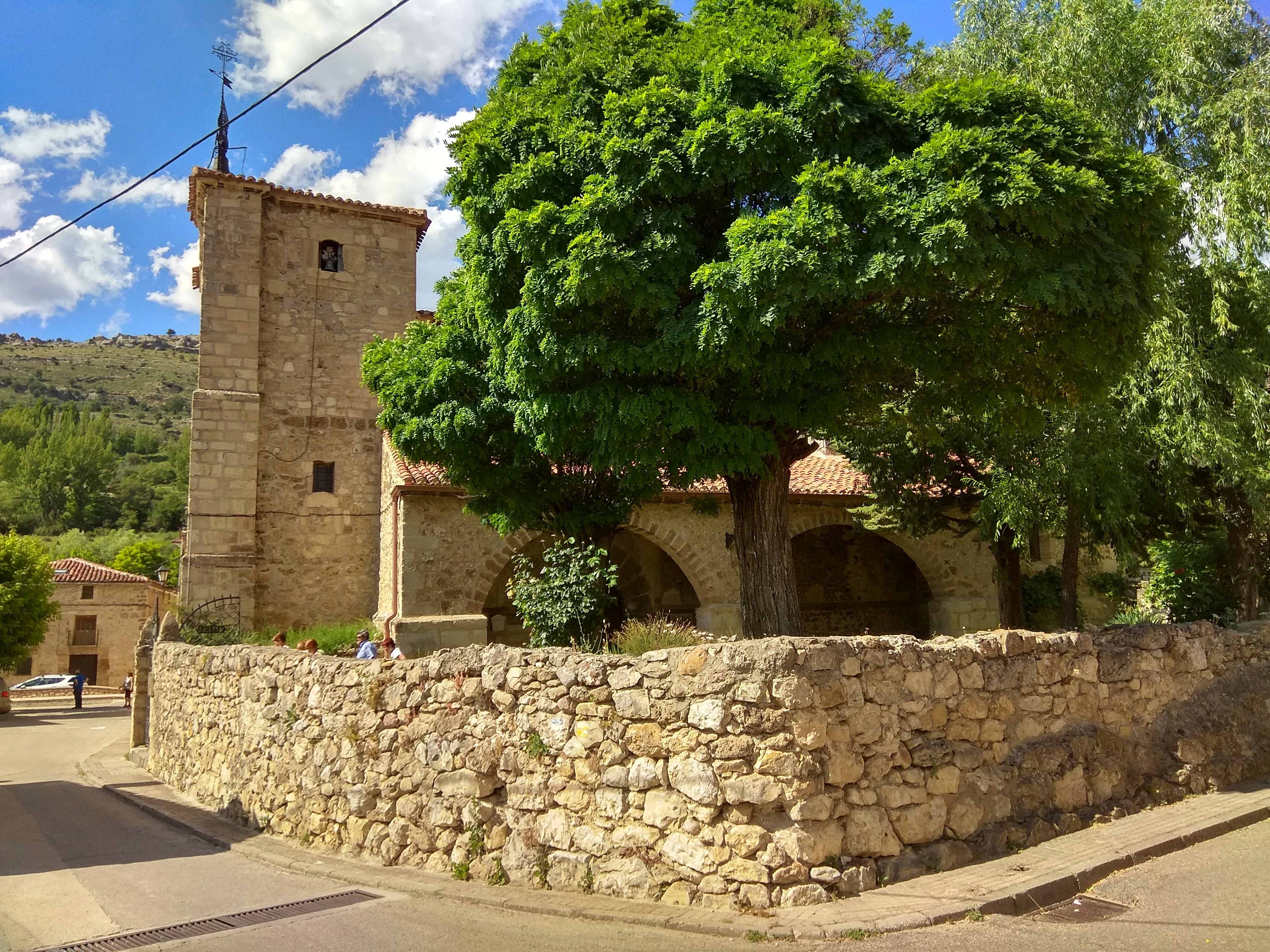
Iglesia de San Mateo

La iglesia de San Mateo se encuentra en la calle de la Fuente. Edificada en piedra caliza de la zona, en el siglo XVI, consta de una sola nave rectangular, dividida en tres partes separadas por arcos de medio punto y torre campanario con dos campanas. La mayor parte del templo está construido en mampostería con varios sillares principales reforzando ventanas, arcos y portada. En el patio que da acceso al templo, varias acacias presiden los dos arcos del pórtico de la fachada sur. En el arco de la portada se puede leer en latín la fecha que esculpió el cantero, 1652. Destaca en su interior el órgano del siglo XVII, seis capillas con altares barrocos, uno de ellos dedicado a la Virgen de Ribagorda, patrona del pueblo. El retablo principal es barroco  churrigueresco.  Su patrimonio más destacable son los doce lienzos, del siglo XVII, copia de originales del Apostolado del pintor español, José de Ribera fallecido el mismo año de terminación de la portada de la iglesia. Se desconoce el autor de las copias que están pintadas "alla prima", sin dibujos previos y con gran economía de medios. Destaca el tenebrismo expresado en los claroscuros de influencia clara del pintor milanés del siglo XVI, Miguel Ángel Caravaggio.